# 앤 웨지워스
앤 웨지워스(Ann Wedgeworth, 1934년 1월 21일 ~ 2017년 11월 16일)는 미국의 배우이다.
애빌린에서 태어났으며 뉴욕에서 사망하였다. 사인은 질병이다.

## 출연 작품
- 호크 이즈 다잉 (2006년)
- 헌터 문 (1999년)
- 세상의 모든 사랑 (1996년)
- 낸시 이야기 (1995년)
- A Burning Passion: The Margaret Mitchell Story (1994)
- 러브 앤 A. 45 (1994년)
- 마지막 스트라이크 (1993년)
- 사랑의 약속 (1991년)
- 그린 카드 (1990년) - 파티 게스트 역
- 미스 파이어크랙커 (1989년)
- 철목련 (1989년) - 펀 역
- 미네소타 내 사랑 (1988년)
- 누군가 노리고 있다 (1987년)
- 메이드 인 헤븐 (1987년)
- 남성 클럽 (1986년)
- 마지막 과학 숙제 (1985년)
- 스위트 드림 (1985년)
- 내 사랑 로라 (1984년)
- 카타마운트의 살인 (1983년)
- 시티즌 밴드 (1977년)
- 로우 앤 디소더 (1974년)
- 허수아비 (1973년) - 프렌치 역
- 대야망 (1973년)

### 텔레비전
- 원 라이프 투 리브 (1968년)